# 고대 그리스력
다양한 고대 그리스력은 여름에 시작된 아티케력을 제외하고 가을과 겨울 사이에 고대 그리스 대부분의 주에서 시작되었다.
이미 호메로스 시대부터 그리스인들은 1년을 음력 12개월로 나누는 것에 익숙했던 것으로 보인다. 그러나 윤달인 엠볼리모스(Embolimos)나 일은 언급되지 않았으며 12개월은 354일이었다. 한 달을 일수로 나누는 것과는 별개로 달의 증감에 따라 기간을 나누었다. 고대 그리스의 각 도시 국가에는 달의 주기를 기반으로 한 자체의 역법뿐만 아니라 일년 내내 열리는 다양한 종교 축제도 있었다.
그리스인들은 매월 7일을 아폴로에게 바치는 날과 같이 매달 매일이 다른 실체에 귀속되는 것으로 간주했다. 한 해가 시작되는 달과 달의 이름은 주마다 달랐고, 일부 지역에서는 달에 대한 이름조차 존재하지 않았는데, 숫자로만 구분되어 첫째, 둘째, 셋째, 넷째로 구분되었기 때문이다. 학자들이 시간을 기록하는 또 다른 방법은 올림피아드라고 불렸다. 이는 올림픽 게임이 막 열렸으며 앞으로 4년 동안 게임이 열리지 않는다는 것을 의미했다. 그리스 지역력을 재구성하는 데 가장 중요한 것은 델포이력인데, 그 이유는 노예 해방을 기록한 수많은 문서가 그곳에서 발견되었기 때문이며, 그 중 많은 문서의 날짜가 델포이력과 지역력 모두에 기록되어 있다.
기원전 2세기가 되어서야 고대 그리스력에서 달 이름을 지정하기 위해 숫자 체계를 채택했다. 이는 역법을 세속화하기보다는 지역을 통일하기 위한 조치였다는 이론이 있다. 새로운 숫자력은 포키스, 오졸리안 로크리스, 아카이아 리그에서 연합한 지역에서도 만들어졌다.

## 같이 보기
- 고대 그리스 천문학
- 로마력
- 율리우스력
- 동로마 기년법